# Sveriges Olympiska Kommitté

Logo des Sveriges Olympiska Kommitté

Das Sveriges Olympiska Kommitté (kurz SOK) ist das Nationale Olympische Komitee Schwedens. Es wurde 1913 gegründet und organisiert die olympische Bewegung in Schweden. Es besteht aus 36 Mitgliedsverbänden.

## Geschichte
Nach der Gründung 1913 wurde das SOC noch im gleichen Jahr in das Internationale Olympische Komitee aufgenommen. Erster Präsident war König Gustav VI. Adolf, der bis 1933 im Amt blieb. Abgelöst wurde er durch seinen Sohn Gustav Adolf, der jedoch 1947 auf Grund seines Todes aus dem Amt ausschied. Ihm folgte Bertil von Schweden, der das Amt fünfzig Jahre bekleidete, bis er 1997 starb. Damit endete zudem die Präsidentschaft durch ein Mitglied der Königsfamilie. 1997 wurde Carl-Gustav Anderberg Präsident, der zuvor Vorsitzender der Schwedischen Schornsteinfegervereinigung (Sveriges skorstensfejaremästares riksförbund) war. Nachdem er drei Jahre im Amt war, wurde er durch Stefan Lindeberg abgelöst.

## Präsidenten

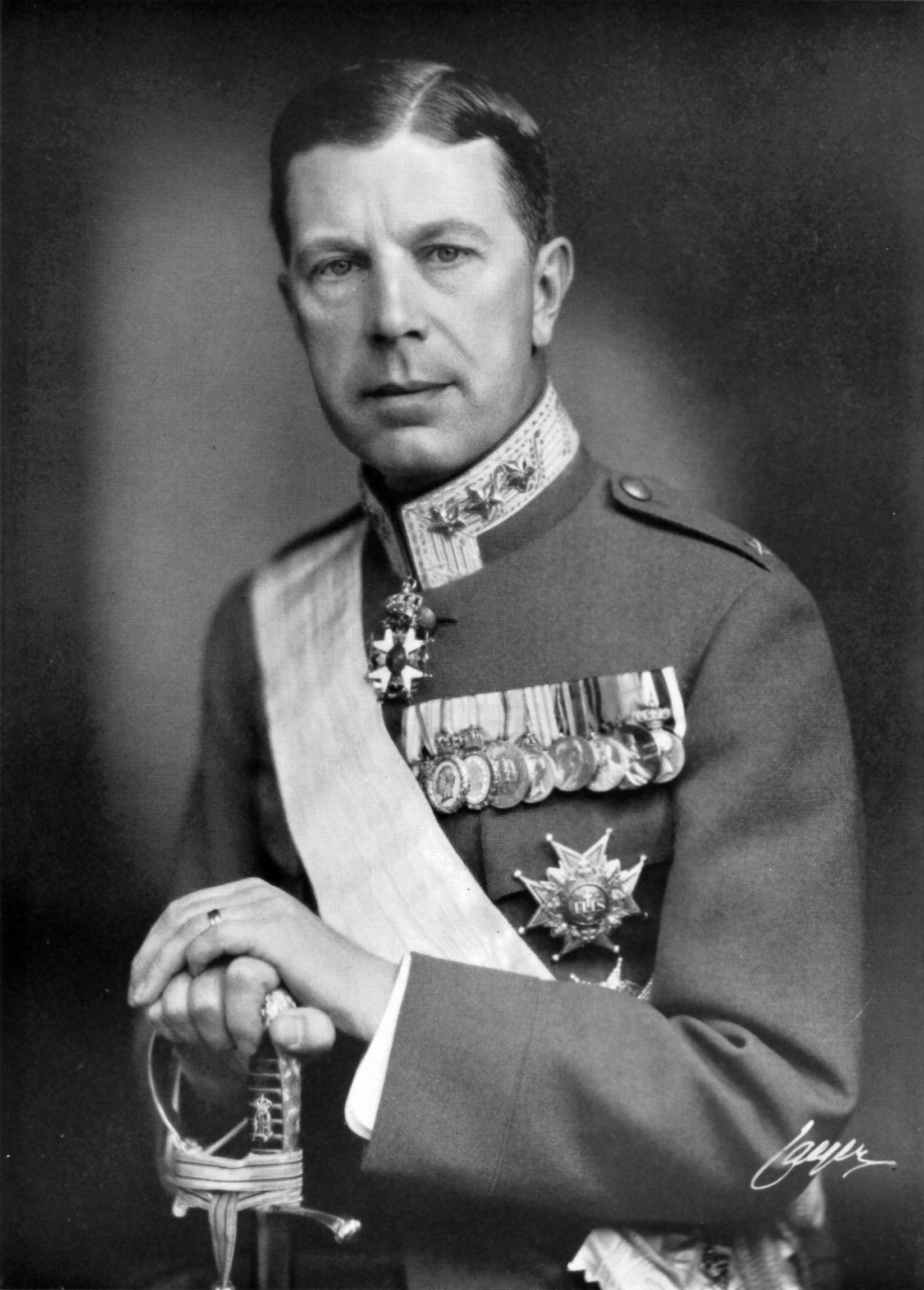
Erster Präsident des Sveriges Olympiska Kommitté: König Gustav VI. Adolf

Folgende Personen bekleideten bislang das Präsidentenamt des SOK:
- 1913–1933: König Gustav VI. Adolf
- 1933–1947: Gustav Adolf Erbprinz von Schweden
- 1947–1997: Bertil von Schweden
- 1997–2000: Carl-Gustav Anderberg
- 2000–2016: Stefan Lindeberg
- 2016–2018: Hans Vestberg
- 2018–heute: Mats Årjes

## Bekannte IOC-Mitglieder
- Viktor Balck (Gründungsmitglied 1894–1921)
- Sigfrid Edström (IOC-Präsident 1942–1952)
- Gunilla Lindberg (Vize-Präsident 2001–2013)